# 西経122度線
西経122度線（せいけい122どせん）は、本初子午線面から西へ122度の角度を成す経線である。北極点から北極海、北アメリカ、太平洋、南極海、南極大陸を通過して南極点までを結ぶ。
カナダの自治領測量において、西経122度線は「第7経線」となっている。
西経122度線は、東経58度線と共に大円を形成する。

## 通過する地域一覧
西経122度線は、北極点から南極点まで南に向かって以下の場所を通っている。
| 地理座標                                               | 国土・領土・領海 | 備考 |
| ------------------------------------------------------ | ---------------- | --- |
| 北緯90度0分 西経122度0分 / 北緯90.000度 西経122.000度  | 北極海           | |
| 北緯76度26分 西経122度0分 / 北緯76.433度 西経122.000度 | カナダ           | ノースウエスト準州 — プリンスパトリック島 |
| 北緯76度2分 西経122度0分 / 北緯76.033度 西経122.000度  | マクルアー海峡   | |
| 北緯74度31分 西経122度0分 / 北緯74.517度 西経122.000度 | カナダ           | ノースウエスト準州 — バンクス島 |
| 北緯71度19分 西経122度0分 / 北緯71.317度 西経122.000度 | アムンゼン湾     | |
| 北緯69度48分 西経122度0分 / 北緯69.800度 西経122.000度 | カナダ           | ノースウエスト準州 — グレートベア湖を通過 ブリティッシュコロンビア州（北緯60度0分 西経122度0分 / 北緯60.000度 西経122.000度から）                                   |
| 北緯49度0分 西経122度0分 / 北緯49.000度 西経122.000度  | アメリカ合衆国   | ワシントン州 オレゴン州（北緯45度37分 西経122度0分 / 北緯45.617度 西経122.000度から） カリフォルニア州（北緯42度1分 西経122度0分 / 北緯42.017度 西経122.000度から） |
| 北緯36度58分 西経122度0分 / 北緯36.967度 西経122.000度 | 太平洋           | |
| 南緯60度0分 西経122度0分 / 南緯60.000度 西経122.000度  | 南極海           | |
| 南緯73度35分 西経122度0分 / 南緯73.583度 西経122.000度 | 南極大陸         | 領有権主張のない地域 |